# Ulveungen
Ulveungen (originaltitel Where the North Begins) er en amerikansk stumfilm fra 1923 af Chester M. Franklin.

## Medvirkende
- Claire Adams som Felice McTavish
- Rin Tin Tin
- Walter McGrail som Gabriel Dupre
- Pat Hartigan som Shad Galloway
- Myrtle Owen som Marie
- Charles Stevens
- Fred Huntley som Scotty McTavish